# برزلجین
برزلجین، روستایی از توابع بخش خرمدشت شهرستان تاکستان در استان قزوین ایران، محصول روستا:انگور، بادام، گندم، لبنیات؛ سرکه، شیره انگور، شیرین بیان ؛ غذاهای سنتی: 
تپه برزلجین ۱ مربوط به دوران‌های تاریخی پس از اسلام است و در شهرستان تاکستان، روستای برزلجین واقع شده و این اثر در تاریخ ۲۵ اسفند ۱۳۷۹ با شمارهٔ ثبت ۳۶۷۴ به‌عنوان یکی از آثار ملی ایران می‌باشد.تپه برزلجین۲ در شهرستان تاکستان، روستای بزرلجین واقع شده و این اثر در تاریخ ۲۸ فروردین ۱۳۸۰ با شمارهٔ ثبت ۳۷۴۳ به‌عنوان یکی از آثار ملی ایران به ثبت رسیده است.

## جاذبه های گردشگری
🏕مناطق دیدنی روستا:امامزاده سیده سکینه خانم جوادی ازنوادگان امام جواد (ع)، دول-دول-بند، تپه باستانی که در زلزله ۱۳۴۱ بوئین زهرا تخریب شد، قراول خانه ، آرامگاه خاندان سالور (عبداله میرزا نوه محمدعلی شاه قاجار)، چشمه، امام دره، چهار مقام، باغ‌های انگور برزلجین، بند، دام قیه ، قصبه، جنگل درمسیر روستای کورچشمه واقع است.

## جمعیت
این روستا در دهستان افشاریه قرار دارد و براساس  سرشماری نفوس ومسکن مرکز آمار ایران، جمعیت آن ۹۲۴ نفر (۲۹۷خانوار) بوده‌است.زبان گفتاری در این روستا زبان ترکی آذربایجانی است.

### صنایع دستی
از قبیل گلیم بافی، جاجیم بافی ، گبه بافی ، سبدبافی ، جوراب ، کلاه ، لیف و دستکش بافی ، کیسه بافی ، گل دوزی ، سبدبافی و همچنین شغل های ساختمانی مانند: سفت کاری، گچ کاری، سیمان کاری، کاشی کاری، رابیتس کاری، جوشکاری اسکلت فلزی، شیروانی کوب، آرماتوربند و بتن ریز ، درب و پنجره ساز، تکنیسین خودرو ، برق کاری ، بانکداری، مغازه داری، لوله کشی و ایزوگام و قیرگونی ساختمان ، تراشکاری، کلیدسازی، کفش دوزی ، کابینت سازی از دیگر مشاغل این روستا است.